# Hatfield Marine Science Center

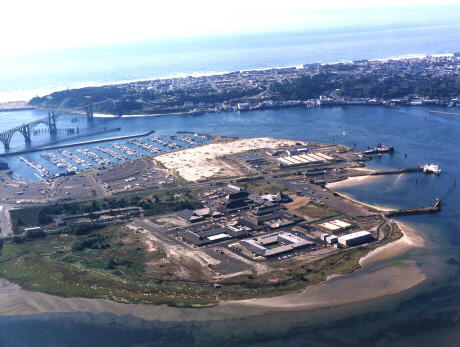
Campus des Hatfield Marine Science Center an der Yaquina Bay

Das Hatfield Marine Science Center (HMSC) ist ein 1965 gegründetes meereskundliches Forschungsinstitut und Aquarium der Oregon State University (OSU). Auf dem etwa 0,20 km² großen Gelände befinden sich des Weiteren Außenstellen der National Oceanic and Atmospheric Administration (NOAA), des Landwirtschaftsministeriums der Vereinigten Staaten (U.S. Department of Agriculture, USDA), der Environmental Protection Agency (EPA), des United States Fish and Wildlife Service (USFWS) und des Oregon Department of Fish and Wildlife (OSFW). Benannt ist das Hatfield Marine Science Center nach dem ehemaligen Gouverneur von Oregon und U.S. Senator Mark Hatfield. Es befindet sich am südlichen Ufer der Yaquina Bay in Newport, Oregon an der Westküste der USA.

## Institut
Das Institut ist interdisziplinär ausgerichtet und dient der Forschung und der Ausbildung im marinen Bereich. Insgesamt gehören 14 Gebäude mit Hörsälen, Laboren, einer Bibliothek und administrativen Einrichtungen zum Campus. Etwa 300 Personen sind am HMSC und den angeschlossenen anderen Behörden und Instituten beschäftigt. Geforscht und gelehrt wird in den Bereichen Marine Biologie und Ökologie, Meereskunde, Botanik, Mikrobiologie, Zoologie, Geochemie, Genetik, Fischereiwissenschaft und Aquakultur. Tanks und Laboratorien für Seewasserexperimente stehen den Forschern zur Verfügung. Weiterhin ist im Institut eine von 12 Coastal Oregon Marine Experiment Station (COMES), angegliedert. In dieser Station wird Forschung im Bereich der Nahrungsmittel- und Landwirtschaftsindustrie durchführt. Die NOAA plant bis zum Jahr 2011 ihr Marine Operations Center-Pacific auf den Campus zu verlegen und wird dann hier weitere 50 bis 100 zusätzliche Arbeitsplätze schaffen.

## Besucherzentrum
Dem Forschungszentrum ist ein Besucherzentrum angegliedert, das ebenfalls im Jahr 1965 eröffnet wurde. Hier gibt es Aquarien sowie Ausstellungen zu meereskundlichen Themen. In einem der Aquarien ist eine Pazifische Riesenkrake zu sehen, des Weiteren gibt es ein Gezeitenbecken mit Flora und Fauna von der Pazifikküste. Die Ausstellungen befassen sich mit Wetterphänomenen, Tsunamis, Fischfang, Rohstoffgewinnung aus dem Meer und vom Meeresboden sowie mit Lebensgemeinschaften in der Wassersäule. Weiterhin ist das Besucherzentrum ein Coastal Ecosystem Learning Center das zusammen im Verbund mit 21 anderen Zentren in den USA und Mexiko Informationen zu maritimen Themen anbietet. Mit mehr als 150.000 Besuchern (2003) ist
das HMSC-Besucherzentrum ein wichtiger touristischer Anziehungspunkt in der Region. Der Eintritt ist kostenlos, um eine freiwillige Spende zum Unterhalt und Ausbau der Ausstellungen wird gebeten. An das Besucherzentrum ist ein kleiner Buchladen angeschlossen, dessen Erlöse ebenfalls dem Unterhalt der Ausstellungen zugutekommen.
Im Außenbereich kann man sich auf dem etwa einen Kilometer langen Yaquina Estuary Trail, einem Lehrpfad entlang der Yaquina Bay, über die Umwelt und Lebensformen in Flussmündungsbereichen informieren. In direkter Nachbarschaft befindet sich das Oregon Coast Aquarium und auf der gegenüberliegenden Seite der Bucht der Yaquina Bay Leuchtturm, ebenfalls mit einem Besucherzentrum.

## Forschungsschiffe
Die Forschungsschiffe R/V Wecoma, R/V Elakha und R/V Pacific Storm sind an das HMSC angegliedert und haben ihren Heimathafen in Newport. Der Liegeplatz der Schiffe befindet sich am Pier direkt vor dem Institut. Mit dem Umzug des NOAA Pacific operations center wird die Forschungsflotte mit Heimathafen Newport um vier weitere Schiffe vergrößert.